# Nieuw-Extremadura (Nieuw-Spanje)
Nieuw-Extremadura (Spaans: Nueva Extremadura) was een provincie van het Spaanse onderkoninkrijk Nieuw-Spanje. Ze was gelegen in het noorden van het huidige Mexico en besloeg ruwweg de huidige deelstaat Coahuila en delen van Texas. De hoofdstad was Monclova.
Nieuw-Extremadura werd gesticht in 1691 als afsplitsing van Nieuw-León en is genoemd naar de regio Extremadura in Spanje. In 1777 werd Nieuw-Extremadura een van de Interne Provinciën. Na de proclamatie van de republiek in 1824 werd Nieuw-Extremadura samen met Texas de Mexicaanse deelstaat Coahuila y Tejas.